# Ассоциация университетов Европы
Ассоциа́ция университе́тов Евро́пы, или Ассоциа́ция европе́йских университе́тов, англ. European University Association, EUA — организация, объединяющая более 850 вузов из 47 стран. В рамках ассоциации осуществляется их сотрудничество и обмен информацией, а также проведение совместных исследовательских проектов.
Ассоциация возникла в результате слияния старой Ассоциации европейских университетов (Association of European Universities, CRE) и Конфедерации конференций ректоров Евросоюза (Confederation of European Union Rectors' Conferences) 31 марта 2001 года.

## Миссия
Основная миссия ассоциации — способствовать развитию гармоничной системы европейского высшего образования и научно-исследовательской работы, предоставляя активную поддержку своим членам как автономным учреждениям в развитии качества обучения, преподавания и исследовательской работы. Ассоциация играет решающую роль в формировании европейского высшего образования и научных исследований.
Основные приоритеты работы членов организации и EUA формулируются в ежегодном плане организации, а также в Пражской декларации, разработанной и принятой университетами-членами EUA в 2009 году. К таким приоритетов относятся:
- построение Европейской зоны высшего образования в рамках Болонского процесса;
- исследования и инновации;
- интернационализация высшего образования и научных исследований;
- повышение качества работы университетов;
- соответствующий менеджмент, автономия и стабильное финансирование.

## Текущие проекты
- MAUNIMO — обозначение контуров университетской мобильности персонала и студентов;
- EUIMA — обмен инновационными практиками в модернизации университетов;
- DOC-CAREERS II — поощрение совместной докторской образования для расширения карьерных возможностей;
- FRINDOC — параметры интернационализации аспирантской образования;
- ALFA PUENTES — наращивание потенциала ассоциаций университетов в формировании латиноамериканской региональной интеграции;
- PQC — содействие развитию культуры качества в вузах;
- RISP — рейтинги в вузовских стратегиях и процессах;
- ATHENA — содействие устойчивым и автономным системам высшего образования в странах восточного партнерства — Молдавии, Украине и Армении[5].

## Членство
В EUA есть 4 типа членства: индивидуальное, личное ассоциированное, коллективные, коллективные ассоциированные и исследователи. Категория определяет размер ежегодного взноса и право голоса.
Преимущества членства:
- участие в европейских конференциях, а также тематических мероприятиях с участием известных европейских и международных докладчиков;
- участие в проектах и исследованиях в сфере развития высшей школы
- участие в школах и семинарах, а также уникальных программах повышения квалификации для руководства вуза;
- возможности обмена опытом с ведущими экспертами, а также ознакомление с последними тенденциями развития высшего образования и науки и передовым опытом европейских вузов;
- получение публикаций, отчётов и аналитических материалов по ключевым вопросам высшего образования и науки.